# مایک هاکبی
مایکل دیل "مایک" هاکبی (زاده ۱۹۵۵) سیاستمدار آمریکاییست که به عنوان ۴۴ مین فرماندار آرکانزاس (۱۹۹۶–۲۰۰۷) مشغول به کار بود.

## فعالیت‌ها
مایک هاکبی از نامزدهای انتخابات مقدماتی ریاست جمهوری حزب جمهوریخواه در سال ۲۰۰۸ بود که در رای نمایندگان برگزیننده دوم و در رای مردمی پس از جان مک‌کین و میت رامنی سوم شد. هاکبی کاندیداتوری خود را برای کسب نامزدی حزب جمهوریخواه در انتخابات ریاست جمهوری ۲۰۱۶ آمریکا اعلام کرد و پس از پایان ناموفق در انتخابات مقدماتی آیووا به رقابت خاتمه داد.
هاکبی کشیش بپتیست جنوبی است و کتاب‌های پرفروش بسیاری تألیف کرده‌است. او همچنین از مجریان برنامه‌های سیاسی رادیویی، خواننده و سخنران نیز هست.
او هم‌اکنون مجری تاک شوی هاکبی در فاکس نیوز است او برای کم کردن ۵۰ کیلوگرم از وزن خود شهرت یافته‌است.

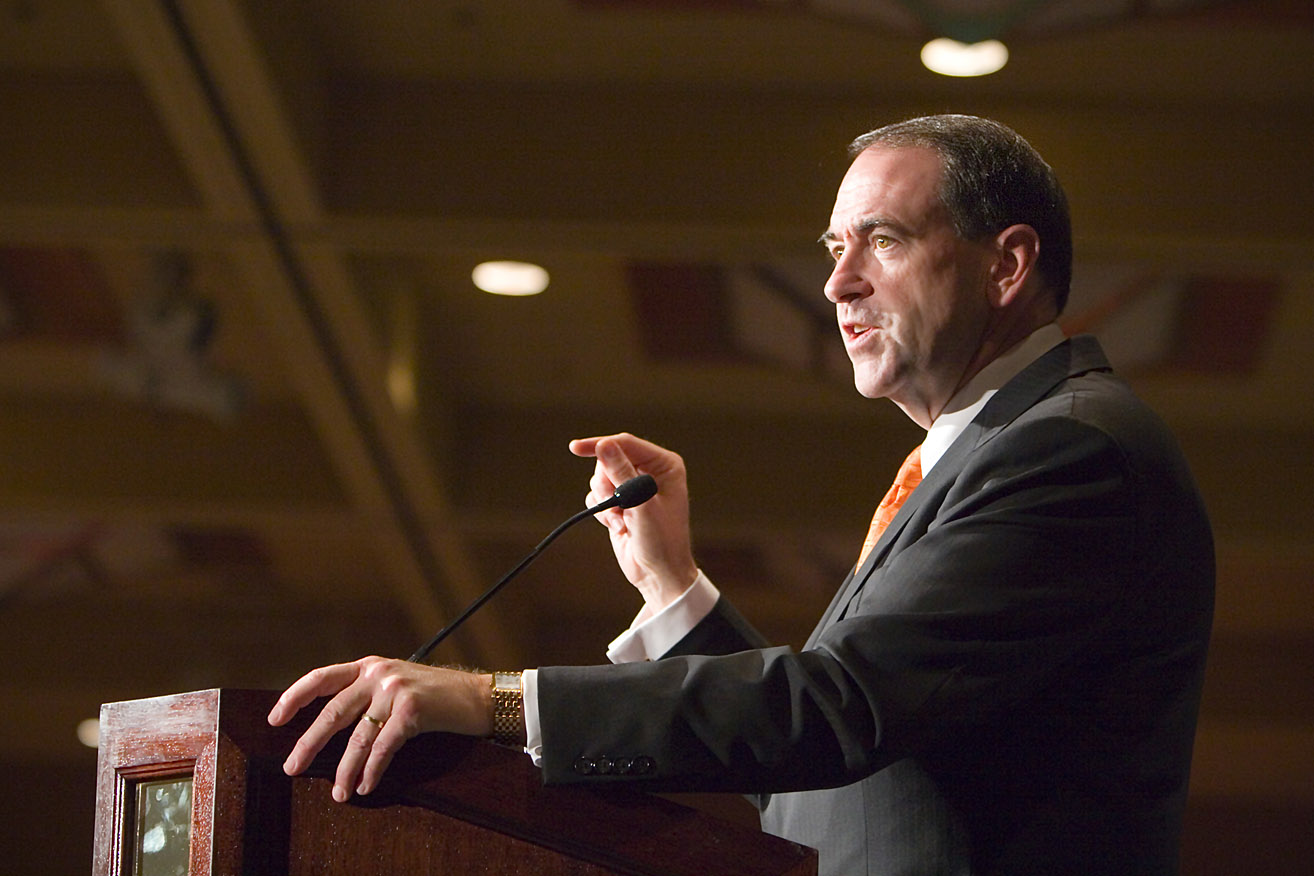

## مواضع سیاسی

### ایران
در ژوئیه ۲۰۱۵ مایک هاکبی به وبسایت برایتبارت نیوز دربارهٔ توافق هستهٔ ایران و ۵+۱ گفته‌است: «اینکه او به ایرانی‌ها اعتماد می‌کند خیلی ساده انگارانه است. او (اوباما) با این کار اسرائیلی‌ها را به طرف در کوره می‌برد.» که این گفتهٔ وی واکنش‌های شدیدی از سوی حزب دموکرات داشت و رئیس کمیته ملی حزب دموکرات در واکنش به گفتهٔ وی گفت: که اظهارات آقای هاکبی در ادبیات سیاسی آمریکا جایی ندارد و همچنین خواستار عذرخواهی آقای هاکبی از جامعه یهودیان شد.